# TSBニュースプラス1
『TSBニュースプラス1』（ティーエスビー ニュースプラスワン）は、1991年4月6日から2006年4月1日までテレビ信州で放送された週末夕方のローカルニュース番組である（『NNNニュースプラス1』の長野県ローカルパート）。

## 概要
1991年4月6日、『NNN信州プラス1』の姉妹番組として土曜夕方に放送開始。
1996年4月7日には新たに日曜版が設置され、以来土曜版は『TSBニュースプラス1サタデー』と、日曜版は『TSBニュースプラス1サンデー』と題して放送されたが、日曜版は4年半後の2000年9月24日に終了した。
その後の2006年4月1日、残る土曜版も『NNNニュースプラス1サタデー』の終了によって終了した。

## キャスター
- シフト勤務

## 放送時間
いずれもJST。
- 土曜 18:00 - 18:30（1991年4月6日 - 2006年4月1日）
- 日曜 18:00 - 18:30（1996年4月7日 - 2000年9月24日）